# Ibn Tajmija
Ibn Tajmija ili Ibn Tejmije (arap. ابن تيمية; Haran, 22. 1. 1263. – Damask, 20. 9. 1328), bio je kontroverzni srednjevekovni islamski učenjak, filozof, teolog i logičar iz hanbelijskog mezheba. Ibn Tajmijini ikonoklastički pogledi na široko prihvaćene sunitske doktrine kao što su poštovanje svetaca i poseta njihovim grobnicama učinili su ga nepopularnim kod većine ortodoksnih religioznih učenjaka tog vremena, po čijim je naredbama on nekoliko puta je bio zatvoren. Živeo je u problematično doba mongolskih osvajanja i poznat je po fatvama koje odobravaju otpor, kao i po traženju vraćanja ranijoj interpretaciji Kurana i sune.
Mada manjinska figura u svom vremenu i u vekovima koji su usledili, Ibn Tajmija je postao jedan od najuticajnijih srednjevekovnih pisaca u savremenom islamu, gde su njegove specifične interpretacije Kurana i suna, ako i njegovo odbacivanje nekih aspekata klasične islamske tradicije imali značajan uticaj na savremeni vahabizam, salafizam i džihadizam. Zaista, određeni aspekti njegovog učenja imali su dubok uticaj na Muhameda ibn Abd al-Vahaba, osnivača reformskog pokreta Hanbali koji je praktikovan u Saudijskoj Arabiji, poznat kao vahabizam, kao i na druge kasnije vahabske naučnike. Štaviše, Al Kaida i ostale džihadske grupe navode kontroverznu fetvu Ibn Tajmija koji dopušta džihad protiv drugih muslimana.

## Biografija
Ibn Tajmija je rođen 1263. godine u Haranu u poznatoj familiji teologa. Njegov deda Abu al-Barkat Madžd ad-din ibn Tajmija al-Hanbali (umro 1255. godine) je bio poznati učitelj hanbelijskog fikha, a bila su poznata i učenjačka iskustva njegovog oca Šihaba al-din Abdul-Halima ibn Tajmije (umro 1284). Zbog mongolske invazije Ibn Tajmijina porodica se seli u Damask koji je bio pod vladavinom egipatskih Mameluka. Njegov otac je predavao s minbera Umjadske džamije i Ibn Tajmija je sledio očeve stope studirajući s učenjacima tog vremena. Upoznao je sebe sa sekularnim i religijskim naukama njegovog vremena, a pridavao je pažnju i arapskoj literaturi i leksikografiji, te studirao matematiku i kaligrafiju.
Pored religijskih nauka studirao je jurisprudenciju od njegovog oca i postao je pravim predstavnikom hanbelijske škole i mišljenja. Mada je on ostao veran toj školi, čijom je doktrinom ovladao, on se takođe upoznaje sa ostalim znanjem islamskih disciplina Kurana i hadisa, te proučava teologiju (kalam) i filozofiju. Bio je poznat po osporavanju mnogih stavova sufija, šijita i hrišćana. Njegov student Ibn Kajim al-Džavzija je napisao poznatu poemu „O Hristovi obožavaoci” gde je ispitana dogma trojstva izložena kod mnogih hrišćanskih sekti.
Njegov problem sa vlastima je počeo kad je potpisao sa delegacijom uleme da razgovara sa Gazan-hanom o zaustavljanju njegovih napada na muslimane. Izvešteno je da se ulema nije usudila ništa reći vladaru osim Ibn Tajmije. Bio je pritvaran nekoliko puta zbog sukoba s idžmom odnosno pravnicima i teolozima tog vremena. Zadnjih petnaest godina života proveo je u Damasku. Najpoznatiji njegovi studenti i Ibn Kajim su bili na udaru obnovljenih progona. Od avgusta 1320. do 1321. Ibn Tajmija je po naredbi iz Kaira bio zatvoren u citadeli u Damasku zbog podržavanja doktrine smanjenja lakoće kojom bi jedan musliman mogao da se rastavi od svoje žene. Umro je u Damasku 1328. i sahranjen je van muslimanskog groblja.

## Literatura
- Rapoport, Yossef (9 April 2010). Ibn Taymiyya and His Times. Oxford University Press. ISBN 0-19-547834-7.. Pakistan.
- Hoover, Jon (28 May 2007). Ibn Taymiyya's Theodicy of Perpetual Optimism. ISBN 9004158472.. Brill
- P. J. Bearman; Th. Bianquis; C. E. Bosworth; E. van Donzel; W. P. Heinrichs (ур.). Encyclopaedia of Islam Online. Brill Academic Publishers. ISSN 1573-3912. Недостаје или је празан параметар |title= (помоћ)
- Dar, Irfan Jameel. "The life and thought of Ibn Taymiyyah, the reviver of Historical Salafi Thought" https://www.academia.edu/19877780/The_thought_of_Ibn_Taymiyyah.
- Kepel, Gilles. (1985). Muslim Extremism in Egypt: The Prophet and pharaoh.. With a new preface for 2003. Translated from French by Jon Rothschild. Berkeley & Los Angeles: University of California Press, 2003. See pp. 194–199.
- Little, Donald P. "Did Ibn Taymiyya have a screw loose?", Studia Islamica, 1975, Number 41, pp. 93–111.
- Makdisi, G (1973). „Ibn Taymiyya: A Sufi of the Qadiriya Order”. American Journal of Arabic Studies. ,
- Sivan, Emmanuel. (1990). Radical Islam: Medieval Theology and Modern Politics.. Enlarged edition. New Haven & London: Yale University Press, 1990. See pp. 94–107.
- Michot, Yahya. Ibn Taymiyya: Against Extremisms.. Texts translated, annotated and introduced. With a foreword by Bruce B. LAWRENCE. Beirut & Paris: Albouraq, 2012, xxxii & 334 p. — EAN 9782841615551.
- Michot, Yahya (2006). Ibn Taymiyya: Muslims under Non-Muslim Rule. ISBN 0-9554545-2-2.. Texts translated, annotated and presented in relation to six modern readings of the Mardin fatwa. Foreword by James Piscatori. Oxford & London: Interface Publications.
- Michot, Yahya. "Ibn Taymiyya's 'New Mardin Fatwa'. Is genetically modified Islam (GMI) carcinogenic?" in The Muslim World, 101/2, April 2011, pp. 130–181.
- Michot, Yahya. "From al-Ma'mūn to Ibn Sab'īn, via Avicenna: Ibn Taymiyya's Historiography of Falsafa", in F. OPWIS & D. REISMAN (eds.), Islamic Philosophy, Science, Culture, and Religion. Studies in Honor of Dimitri Gutas (Leiden – Boston: Brill, 2012), pp. 453–475.
- Michot, Yahya. "Between Entertainment and Religion: Ibn Taymiyya's Views on Superstition", in The Muslim World, 99/1, January 2009, pp. 1–20.
- Michot, Yahya. "Misled and Misleading… Yet Central in their Influence: Ibn Taymiyya's Views on the Ikhwān al-Safā'", in The Ikhwān al-Safā' and their Rasā'il. An Introduction. Edited by Nader EL-BIZRI. Foreword by Farhad DAFTARY (Oxford: Oxford University Press, in association with the Institute of Ismaili Studies, Epistles of the Brethren of Purity), 2008, pp. 139–179.
- Michot, Yahya. "Ibn Taymiyya's Commentary on the Creed of al-Hallâj", in A. SHIHADEH (ed.), Sufism and Theology (Edinburgh, Edinburgh University Press, 2007), pp. 123–136.
- Michot, Yahya. "A Mamlûk Theologian's Commentary on Avicenna's Risāla Aḍḥawiyya. Being a Translation of a Part of the Dar' al-Ta'āruḍ of Ibn Taymiyya, with Introduction, Annotation, and Appendices, Part I", in Journal of Islamic Studies, 14:2, Oxford, 2003, pp. 149–203.
- Michot, Yahya. "A Mamlûk Theologian's Commentary on Avicenna's Risāla Aḍḥawiyya. Being a Translation of a Part of the Dar' al-Ta'āruḍ of Ibn Taymiyya, with Introduction, Annotation, and Appendices, Part II", in Journal of Islamic Studies, 14:3, Oxford, 2003, pp. 309–363.
- Michot, Yahya. "Ibn Taymiyya on Astrology. Annotated Translation of Three Fatwas", in Journal of Islamic Studies, 11/2, Oxford, May 2000, pp. 147–208.
- Michot, Yahya. "Ibn Taymiyya's Critique of Shī'ī Imāmology. Translation of Three Sections of his Minhāj al-Sunna", in The Muslim World, 104/1–2, Hartford, Jan–April 2014, pp. 109–149.
- Michot, Yahya. "An Important Reader of al-Ghazālī: Ibn Taymiyya", in The Muslim World, 103/1, Hartford, January 2013, pp. 131–160.